# 마니파투라 오토모빌리 토리노
마니파투라 오토모빌리 토리노(이탈리아어: Manifattura Automobili Torino)는 파올로 가렐라가 설립한 이탈리아의 스포츠카 제조업체이다.

## 설계한 차종

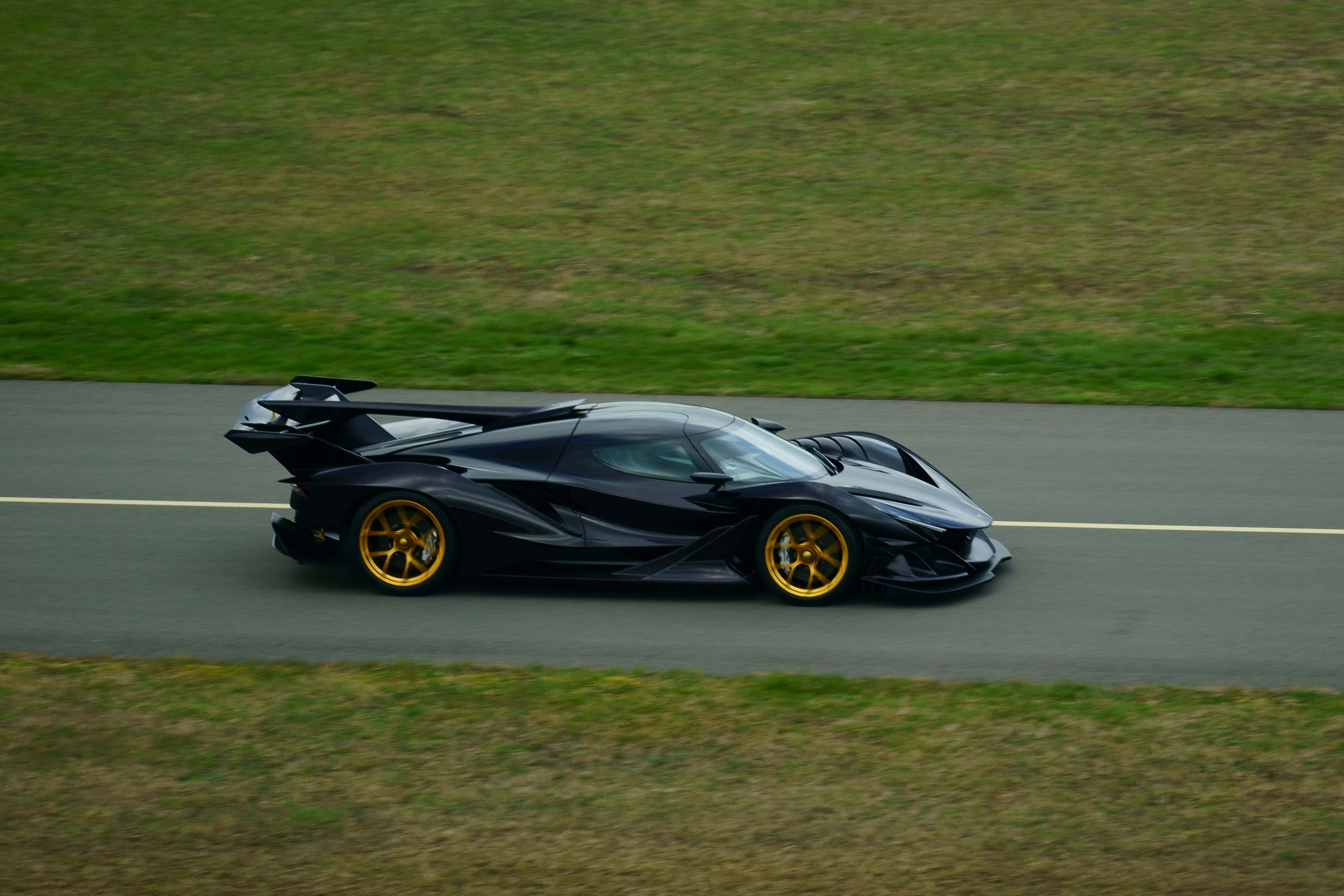
아폴로 IE

- SCG 003C (2014년~2017년)
- SCG 003S (2016년~2017년)
- 아폴로 인텐사 이모지오네 (2017년)
- 데벨 식스틴 (2017년)
- 란치아 스트라토스 (2018년)

## 생산했던 차종
- SCG 003C (2014년~2017년)
- SCG 003S (2016년~2017년)
- 아폴로 인텐사 이모지오네 (2017)
- 란치아 스트라토스 (2018년)
- 아스파크 아울 (2019년~2020년)
- 아스파크 SP600 (2024년)